# Zvonilka a ztracený poklad
Zvonilka a ztracený poklad, anglicky Tinker Bell and the Lost Treasure, je americký animovaný film z roku 2009, druhý celovečerní snímek z filmové série o létající víle Zvonilce. Režii díla provedl Klay Hall.

## Děj
Zvonilka se společně se svým kamarádem elfem Terínkem a světluškou Blikem vydává na velkou dobrodružnou plavbu pavoučím balónem po Zemi Nezemi směrem na sever na tajemný
ostrov v moři proto, aby zde našla v dávných dobách ukradené a posléze i ztracené kouzelné zrcadlo. Zrcadlo, jež by jí pomohlo nahradit vzácný a neopatrností rozbitý měsíční kámen, který vílí království nutně potřebuje pro výrobu kouzelného modrého prášku. Ten víly z Hvězdné roklinky používají při zahájení podzimu v pozemské přírodě. Zahájení výroby modrého prášku se provádí slavnostně vždy o modrém podzimním měsíčním úplňku pomocí měsíčního světla, které dopadá pod pravým úhlem (90 stupňů) na velmi vzácný a křehký měsíční kámen, který je zabudován do tzv. podzimního žezla, které Zvonilka dostala od královny Klarion za úkol vyrobit za všechny víly a elfy všeumělky a všeumělce.
Elfovi Terínkovi, strážci žlutého kouzelného prášku, se Zvonilka moc líbí, proto se jí snaží ze všech sil pomáhat, jak jen může a dovede. Zvonilce se ale jeho přízeň a vtíravost zpočátku vůbec nelíbí, jeho aktivní pomoc při výrobě podzimního žezla ji stále více znervózňuje a zlobí.
Situace se stane kritickou, když Zvonilka požádá Terínka, zdali by jí neopatřil nějaký ostrý předmět. Terínek zaletí do zátoky, kde moře vyplavuje ztracené lidské věci a přinese Zvonilce ztracený kompas se sklopným víčkem. Zvonilka se za to na něj definitivně rozzlobí a vyžene ho pryč, protože chtěla ostrý předmět a on jí přinesl věc výrazně kulatou a oblou. Poté, co Terínek odletí, rozzuřeně kopne do kompasu, čímž uvolní sklapnuté víčko, které rozbije vzácný a křehký měsíční kámen, který je potřebný pro výrobu podzimního žezla a následně kouzelného modrého prášku.
Zvonilka, celá zničená, se nechá vílami kamarádkami přemluvit k tomu, aby večer zašla do vílího divadla, kde slyší dávnou vílí pověst o pirátech, kteří v Zemi Nezemi se svým korábem kdysi dávno uloupili velký poklad a v něm ukryté i kouzelné zrcadlo, které jí splní každé přání. Aniž by vyslechla konec celého příběhu, Zvonilka z představení uteče pryč a začne vymýšlet jak situaci zachránit. Ke své cestě ovšem potřebuje navíc kouzelný žlutý vílí prášek, který střeží Terinek a Milouš, oba jí ho ale odmítnou vydat, ani ostatní víly kamarádky jí ho nechtějí půjčit. Po náhodném objevu babího léta začne horečnatě stavět vílí balón z pavoučího chmýří, jako kormidlo jí v něm slouží havraní brk, při letu používá nalezený kompas. Balón s pomocí vílího prášku řídí směrem na sever od Nezemě směrem, kde údajně leží onen tajuplný ostrov.
Zvonilka se vydává do neznáma sama. Spakuje si své věci, zbytky měsíčního kamene (několik malých kousků nechá doma), oblečena v novém zeleném "cestovatelském" obleku a nových zelených šatech a botách se zelenou "loveckou" čepicí na svém drdolu letí ve vlastnoručně vyrobeném balónu přes moře na sever. Cestou jí potká roj světlušek, kde se seznámí s novým hmyzím kamarádem Blikem, který jí v balónu snědl všechno jídlo a pití. Během cesty přistane u tajemné brány, kde ale neopatrností přijde o balón a je nucena cestovat pěšky a zajišťovat si obživu. Nakonec dojde k mostu, který stráží dva svárliví obří strážci, kteří zde vybírají mýtné, díky jejich svárlivosti se jí nakonec společně s Blikem podaří proklouznout mezi jejich nohama. Nalezne ztracený poklad i kouzelné zrcadlo. Svojí neopatrností ale vyplýtvá poslední kouzelné přání, které je zrcadlo schopno splnit. V tu chvíli si uvědomí, že je definitivně ztracena a začne litovat, že kamarádovi Terínkovi ublížila. Terinek však mezitím došel k závěru, že se půjde Zvonilce omluvit, našel její vílí domeček prázdný, na stole několik malých kousků rozbitého měsíčního kamene a trosky žezla + plány na cestu a výstavbu pavoučího balónu. Pochopí, co Zvonilka udělala a vydá se jí sám na pomoc, poničené žezlo naštěstí vezme sebou. Zvonilku nalezne, oba se usmíří a vzájemně se omluví, načež uniknou nebezpečnému útoku místních potkanů, spraví poničený balón a vydají se na cestu zpět. Během cesty zpět Zvonilka všeumělka s Terínkovou a Blikovou pomocí opraví a upraví podzimní žezlo tak, aby fungovalo i s rozbitým měsíčním kamenem mnohem lépe než doposud. Balónem přiletí rovnou na slavnost podzimního úplňku, nově upravené žezlo s rozbitým měsíčním kamenem vyrobí ohromné množství modrého kouzelného prášku, což způsobí obrovské nadšení všech přítomných včetně královny Klarion.
Zvonilka tak skutečně našla svůj na počátku ztracený poklad, totiž Terinkovo kamarádství, důvěru a přátelství.